# Slide on Live: Plugged in and Standing
Slide on Live: Plugged in and Standing är Ronnie Woods första solo-livealbum, utgivet 1993 av skivbolaget Continuum Records. Det spelades in på The Ritz i New York, på Avalon i Boston och på Budokan i Tokyo. 

## Låtlista
1. "Testify" (George Clinton, Deron Taylor) – 5:36
2. "Josephine" (Ronnie Wood/Bernard Fowler) – 4:49
3. "Pretty Beat Up" (Mick Jagger/Keith Richards/Ronnie Wood) – 4:38
4. "Am I Grooving You?" (Bert Russell/Jeff Barry) – 4:27
5. "Flying" (Ronnie Wood/Rod Stewart/Ronnie Lane) – 4:46
6. "Breathe on Me" (Ronnie Wood) – 6:36
7. "Silicone Grown" (Ronnie Wood/Rod Stewart) – 3:45
8. "Seven Days" (Bob Dylan) – 4:39
9. "Show Me" (Jerry Williams) – 3:42
10. "Show Me (Groove)" (Jerry Williams) – 3:23
11. "I Can Feel the Fire" (Ronnie Wood) – 5:33
12. "Slide Inst." (Trad., arr.: Ronnie Wood/Rod Stewart) – 5:36
13. "Stay With Me" (Ronnie Wood/Rod Stewart) – 6:03

## Medverkande
Musiker
- Ronnie Wood – sång, gitarr, munspel
- Bernard Fowler – sång
- Ian McLagan – keyboard
- Johnny Lee Schell – gitarr
- Shaun Solomon – basgitarr
- Wayne P. Sheehy – trummor
- Chuck Leavell – keyboard (på "Testify", "Am I Grooving You", "Seven Days" och "Show Me (Groove)")

Produktion
- Ronnie Wood – musikproducent
- Bernard Fowler – musikproducent, ljudmix
- Eoghan McCarron – musikproducent, ljudmix
- D² (D-Square, Dwayne Sumal) – ljudtekniker
- Tom Coyne – mastering